# Пертевніял Валіде-султан (мечеть)
Мечеть Пертевніял Валіде Султан (тур. Pertevniyal Valide Sultan Camii), також відома як Мечеть Аксарай Валіде Султан (тур. Aksaray Valide Sultan Camii) — мечеть XIX століття, розташована в околицях Аксарая, Фатіх, Стамбул.

## Будівництво
Побудована в 1869-1871 архітектором Саркісом Бальяном за дорученням Пертевніял Султан, дружини султана Махмуда II і матері султана Абдул-Азіза. При будівництві використано поєднання різних стилів, таких як ренесанс, готика, імперський стиль, рококо та звичайно традиційний османський.
Мечеть має два мінарети і маленький (за діаметром) високий купол.
Поруч розташовані фонтан, бібліотека, тюрбе Пертевніял Султан. Пізніше бібліотека перевезена до бібліотеки комплексу Сулейманіє.
Спочатку мечеть височіла над площею Аксарай (тур. Aksaray meydani), але після реконструкції бульвару Ататюрка (тур. Atatürk bulvari) і будівництва транспортних розв'язок наприкінці 1950-х вона виявилася нижчою від рівня вулиці і втратила частину своєї величі.

## Галерея

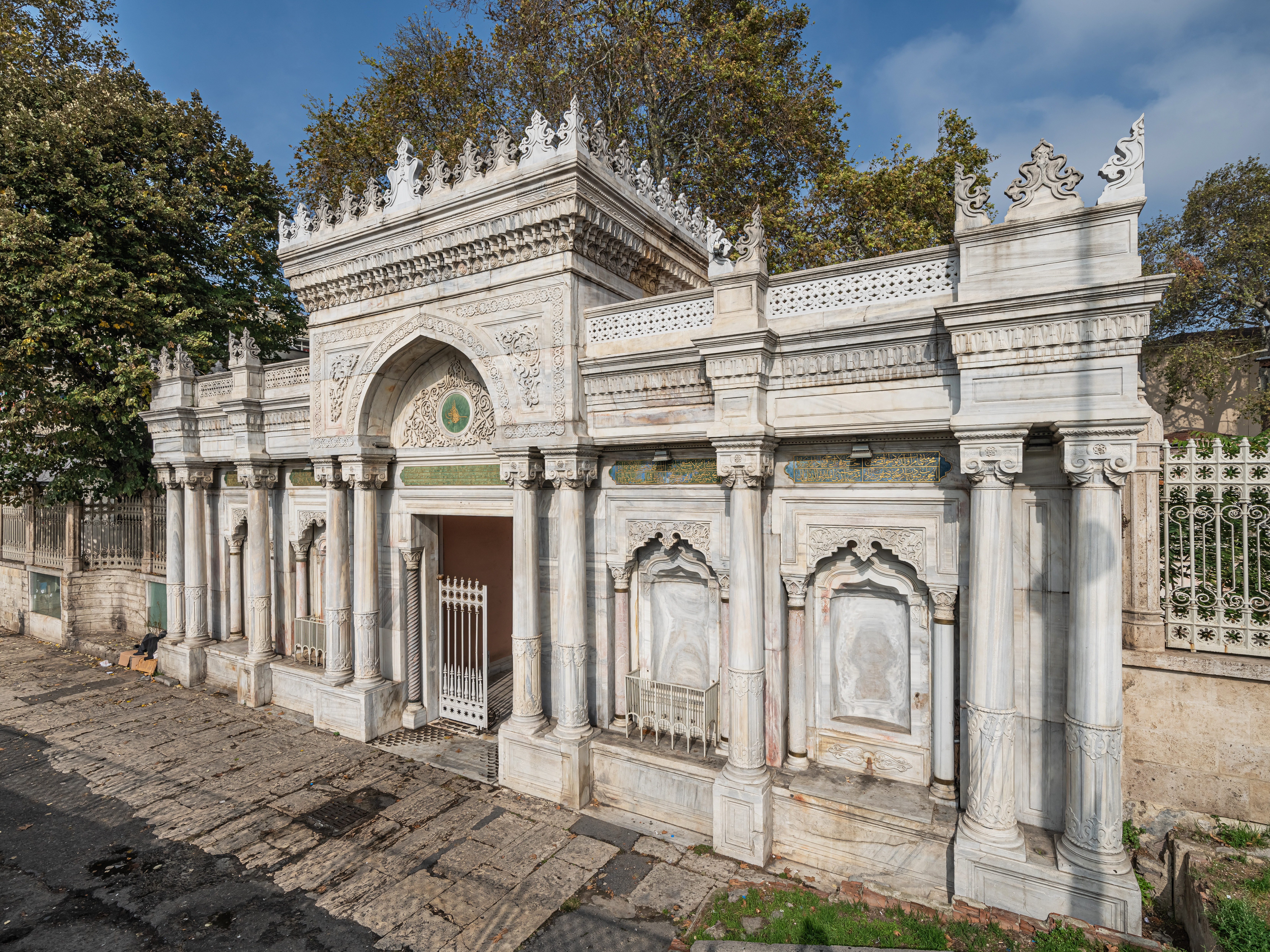
Ворота
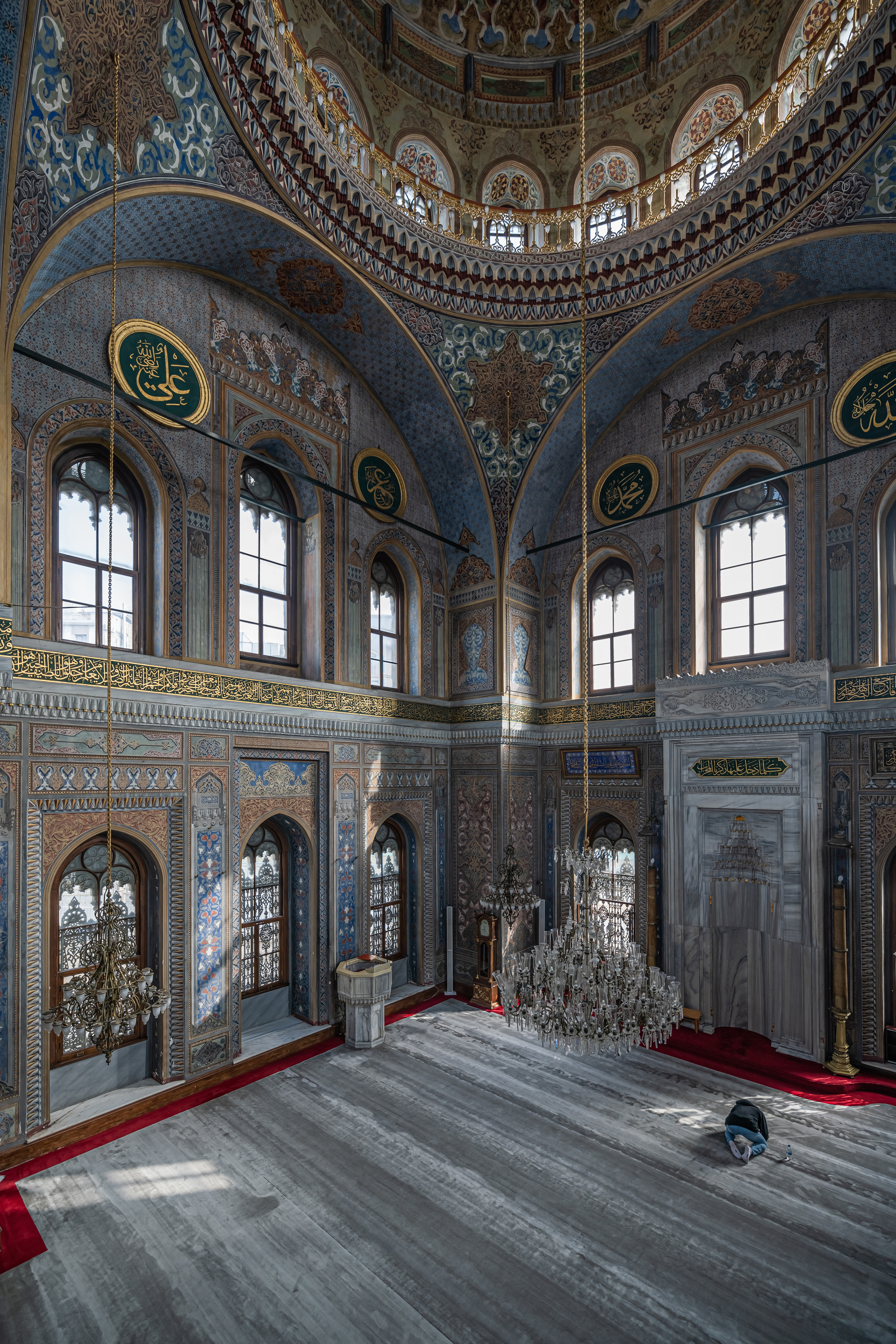
Загальний інтер'єр
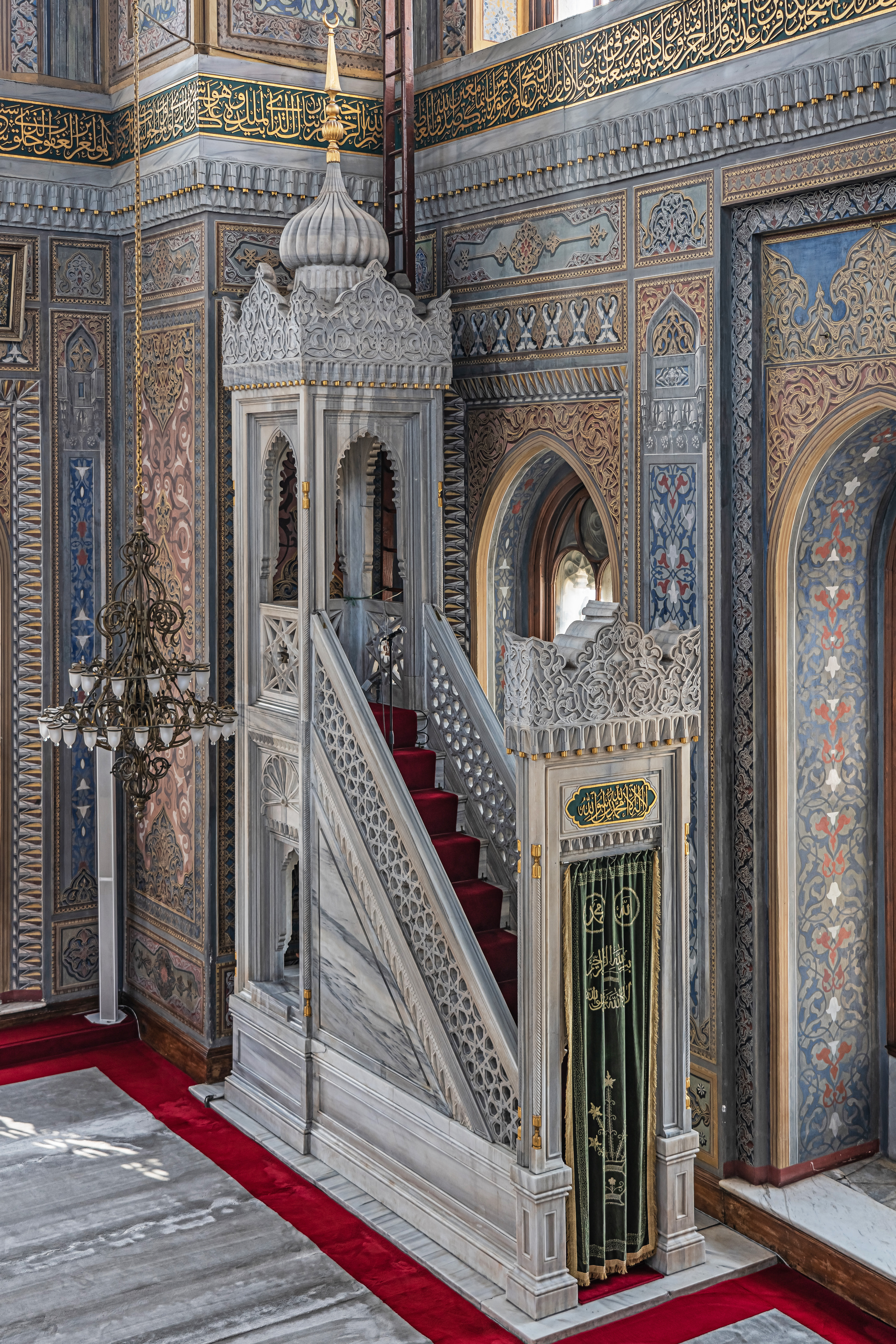
Минбар
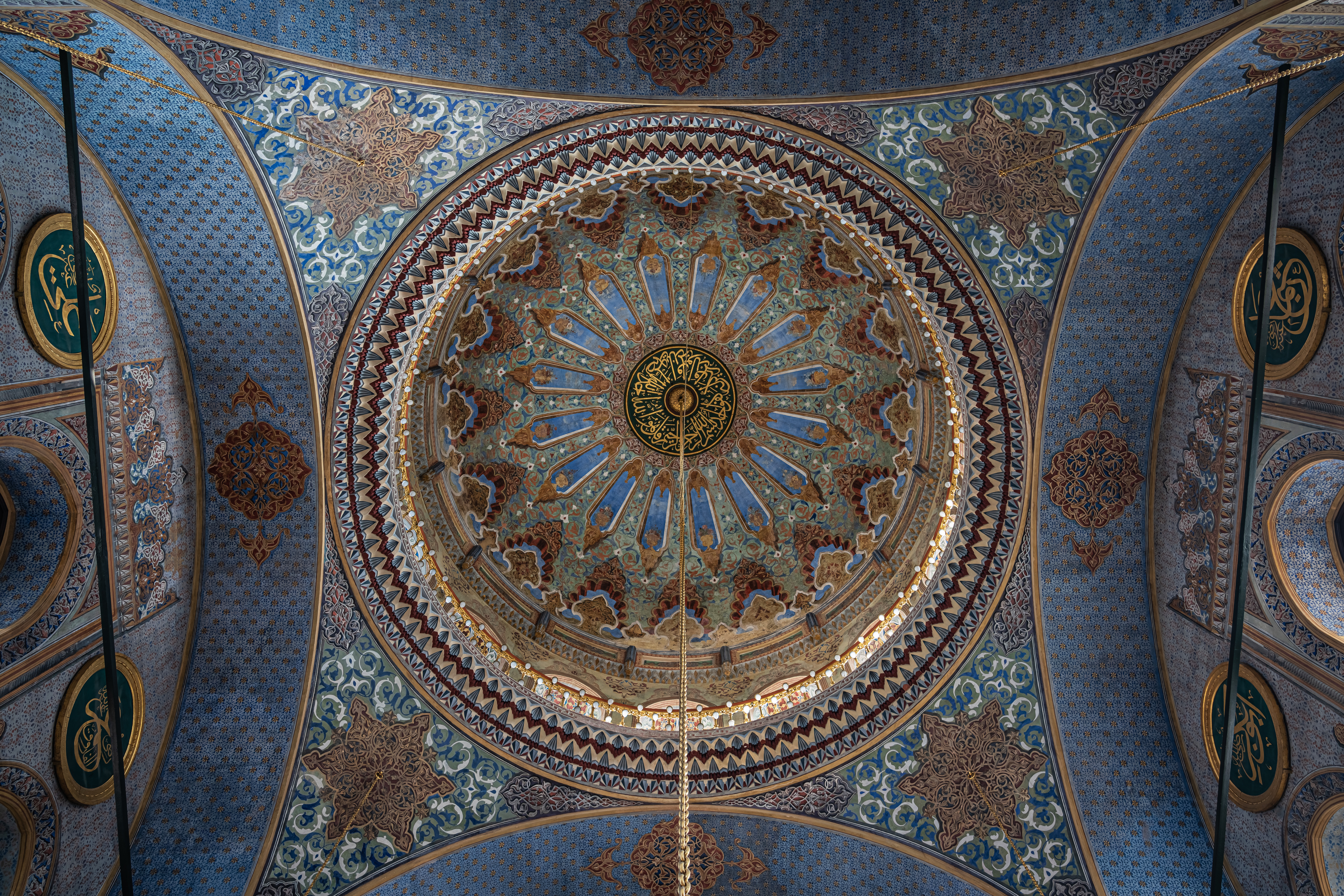
Інтер'єр бані
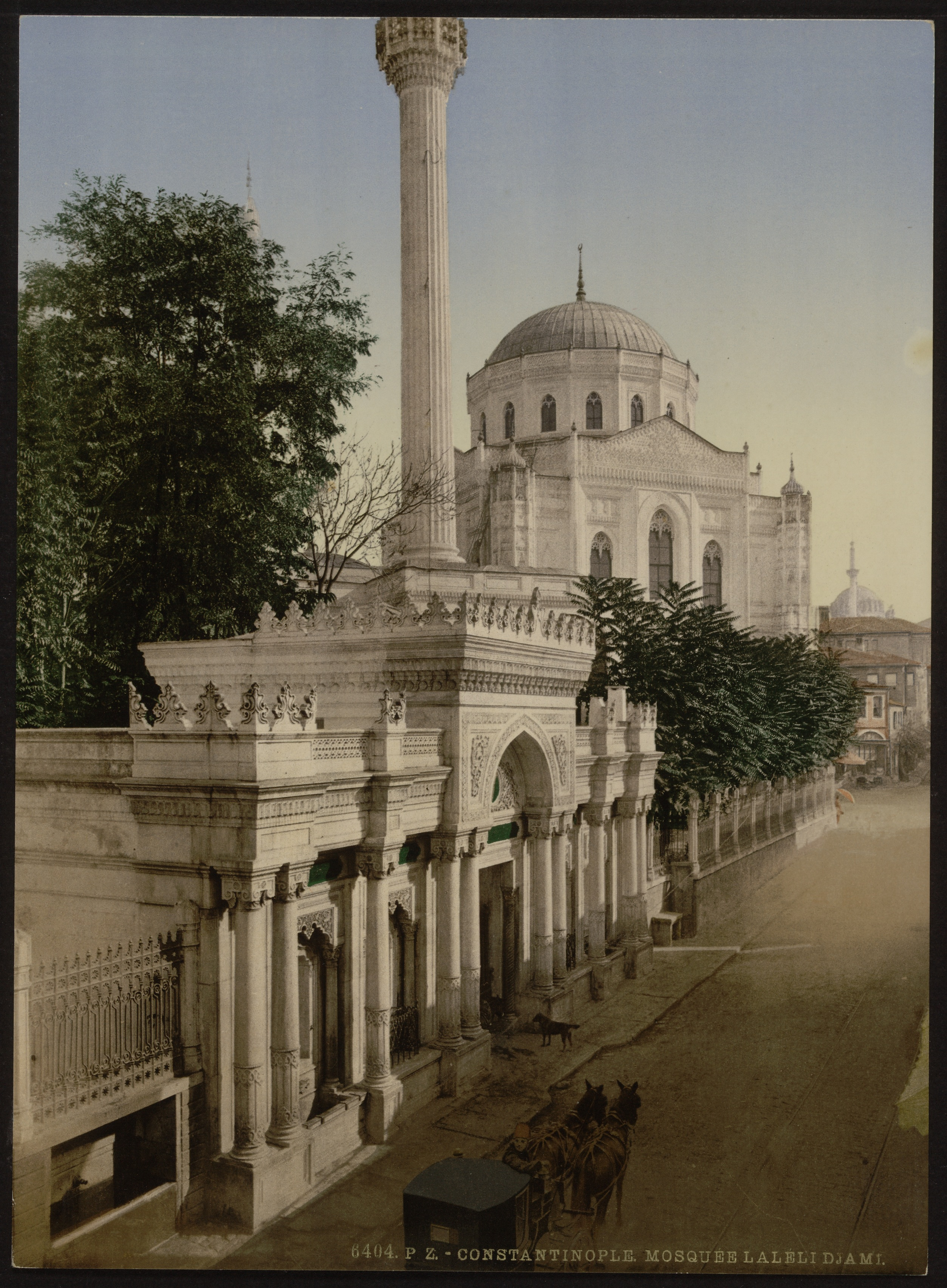
Вид мечеті наприкінці XIX ст.